# بیانکاویلا
بیانکاویلا (به ایتالیایی: Biancavilla) یک کومونه در ایتالیا است که در استان کاتانیا واقع شده‌است.

## خصوصیات
بیانکاویلا ۷۰ کیلومترمربع مساحت و ۲۳٬۴۳۳ نفر جمعیت دارد و ۵۱۳ متر بالاتر از سطح دریا واقع شده‌است.

## خواهرخوانده
شهرهای گپ، پروانس آلپ-کوت دازور و برشا خواهرخوانده‌های بیاناویلا هستند.